# 豚肺虫
豚肺虫（ぶたはいちゅう、学名：Metastrongylus elongatus）は、ブタ、イノシシ、稀にヒトの気管支、細気管支に寄生する線虫の1種。また、Metastrongylus属の総称としても用いられる。Metastrongylus属は、M. asymmetricus、M. elongatus、M. pudendotectus、M. salmiなどが知られている。M. elongatusの体長は♂1.2-2.5cm、♀2.0-5.8cm。中間宿主はミミズであり、日本ではシマミミズが中間宿主となる。